# Maurice Buckmaster
Maurice Buckmaster OBE (* 11. Januar 1902 in Ravenhill; † 17. April 1992) war ein britischer Nachrichtendienstoffizier während des Zweiten Weltkriegs.

## Leben
Maurice Buckmaster musste wegen finanzieller Probleme seines Vaters seine Ausbildung am Eton College abbrechen und wurde Reporter für die französische Zeitung Le Matin. Später Bankier und Manager bei der Ford Motor Company in Frankreich.
Mit Beginn des Zweiten Weltkriegs kehrte er nach Großbritannien zurück und wurde Soldat in der britischen Armee. Ab dem 17. März 1941 diente er als Nachrichtendienstoffizier des Special Operations Executive (SOE) und wurde zuerst in der Belgien-Abteilung (B-Section) eingesetzt.
Im September 1941 wurde er Leiter der Frankreich-Abteilung (F-Section). Seine Hauptaufgabe bestand darin, die Résistance in den von der Wehrmacht okkupierten Gebieten zu unterstützen. Er war beteiligt an der Anwerbung und Ausbildung der SOE-Agenten, die auf einen Einsatz im feindlichen Hinterland vorbereitet wurden; dazu gehörten unter anderem Jack Agazarian und Violette Szabo. Daneben hatte er auch unmittelbaren Kontakt zu Widerstandskämpfern in Frankreich, wie unter anderem mit Maurice Hewitt.
Von 1941 bis 1944 gehörte zu seiner Abteilung Vera Atkins. Sowohl Buckmaster wie Atkins entging, dass im Einsatz befindliche Agenten ihren Sicherheitscheck beim Funkverkehr ausließen, um anzuzeigen, dass sie von der Gestapo gefasst worden waren.

## Ehrungen
- Ritter der Ehrenlegion und Croix de Guerre als Auszeichnung für Résistance-Kämpfer (Frankreich)
- Legion of Merit (USA)
- 1943 Officer of the Order of the British Empire (Großbritannien)

## Schriften (Auswahl)
- Special Employed: The Story of British Aid to French Patriots of the Resistance. 1952
- They Fought Alone: The Story of British Aid to British Agents in France. 1958